# Papa Pelágio II
Pelágio II, (em latim: Pelagius; Roma, 530 — Roma, 7 de fevereiro de 590)  foi um Papa eleito em 26 de novembro de 579, como sucessor do Papa Bento I, reinou nos anos imediatamente posteriores à invasão dos lombardos à Itália.
A Santa Sé não se sentia nem um pouco protegida pelos novos dominadores da península, contra os quais Pelágio II buscou apoio tanto no Reino Franco (580) como no Império Bizantino (584).
Pelágio foi um dos papas que trabalharam para promover o celibato do clero, e ditou regras tão severas que o seu sucessor Gregório I se viu obrigado a suavizá-las.
Além disso, esforçou-se, embora sem alcançar resultados concretos, para pôr fim ao cisma de Aquileia que se iniciara durante o pontificado de Pelágio I. Em seu pontificado, os lombardos destruíram a abadia de Monte Cassino e, em Roma, foram construídos os alicerces da Basílica de São Lourenço Fora de Muros.
Em seu governo ocorreu o II Concílio de Mâcon, no ano 585, que tornou a cobrança do dízimo obrigatória em todo os países-estados católicos.
Foi vítima de uma epidemia que assolou Roma no final de 589, e morreu em 7 de fevereiro de 590. Está sepultado na Basílica de S. Pedro.